# Eurysternus superbus
Eurysternus superbus är en skalbaggsart som beskrevs av François Génier 2009. Eurysternus superbus ingår i släktet Eurysternus och familjen bladhorningar. Inga underarter finns listade i Catalogue of Life.